# Victor Folke Nelson
 (août 2023).
La mise en forme du texte ne suit pas les recommandations de Wikipédia : il faut le « wikifier ».
Les points d'amélioration suivants sont les cas les plus fréquents. Le détail des points à revoir est peut-être précisé sur la page de discussion.
- Les titres sont pré-formatés par le logiciel. Ils ne sont ni en capitales, ni en gras.
- Le texte ne doit pas être écrit en capitales (les noms de famille non plus), ni en gras, ni en italique, ni en « petit »…
- Le gras n'est utilisé que pour surligner le titre de l'article dans l'introduction, une seule fois.
- L'italique est rarement utilisé : mots en langue étrangère, titres d'œuvres, noms de bateaux, etc.
- Les citations ne sont pas en italique mais en corps de texte normal. Elles sont entourées par des guillemets français : « et ».
- Les listes à puces sont à éviter, des paragraphes rédigés étant largement préférés. Les tableaux sont à réserver à la présentation de données structurées (résultats, etc.).
- Les appels de note de bas de page (petits chiffres en exposant, introduits par l'outil «  Source ») sont à placer entre la fin de phrase et le point final[comme ça].
- Les liens internes (vers d'autres articles de Wikipédia) sont à choisir avec parcimonie. Créez des liens vers des articles approfondissant le sujet. Les termes génériques sans rapport avec le sujet sont à éviter, ainsi que les répétitions de liens vers un même terme.
- Les liens externes sont à placer uniquement dans une section « Liens externes », à la fin de l'article. Ces liens sont à choisir avec parcimonie suivant les règles définies. Si un lien sert de source à l'article, son insertion dans le texte est à faire par les notes de bas de page.
- La présentation des références doit suivre les conventions bibliographiques. Il est recommandé d'utiliser les modèles {{Ouvrage}}, {{Chapitre}}, {{Article}}, {{Lien web}} et/ou {{Bibliographie}}. Le mode d'édition visuel peut mettre en forme automatiquement les références.
- Insérer une infobox (cadre d'informations à droite) n'est pas obligatoire pour parachever la mise en page.

Pour une aide détaillée, merci de consulter Aide:Wikification.
Si vous pensez que ces points ont été résolus, vous pouvez retirer ce bandeau et améliorer la mise en forme d'un autre article.
Victor Folke Nelson (5 juin 1898 - 9 décembre 1939) était un écrivain suédois et américain,,,,, prisonnier et défenseur de la réforme pénitentiaire. Il a passé de nombreuses années incarcéré dans les systèmes pénitentiaires de New York et du Massachusetts et a attiré l'attention du neurologue Abraham Myerson et du pénologue Thomas Mott Osborne pour son potentiel d'écrivain,,. En 1932, Nelson publie son livre Prison Days and Nights (Jours et Nuits en prison) avec l'aide du docteur Myerson.

## Enfance et Adolescence
Victor Folke Nelson est né à Malmö, en Suède, le 5 juin 1898 d'Anna Pehrson et de Carl Nelson. Les parents de Victor ont immigré dans l'État du Massachusetts, aux États-Unis, avec lui et ses trois frères et sœurs lorsqu'il avait trois ans. La famille Nelson a connu des difficultés économiques et la mère de Victor est décédée quand il avait sept ans. Victor a passé les six années suivantes à l'orphelinat luthérien suédois du Massachusetts. Les archives de l'orphelinat montrent que Victor était brillant mais qu'il avait du mal à gérer son ennui de manière constructive. Il s'enfuyait fréquemment et fut finalement placé à l' école  pour garçons Lyman. Il a servi dans le Royal Flying Corps britannique de 1916 à 1918, puis s'est enrôlé dans la Réserve navale des États-Unis en 1918,.

## Incarcération

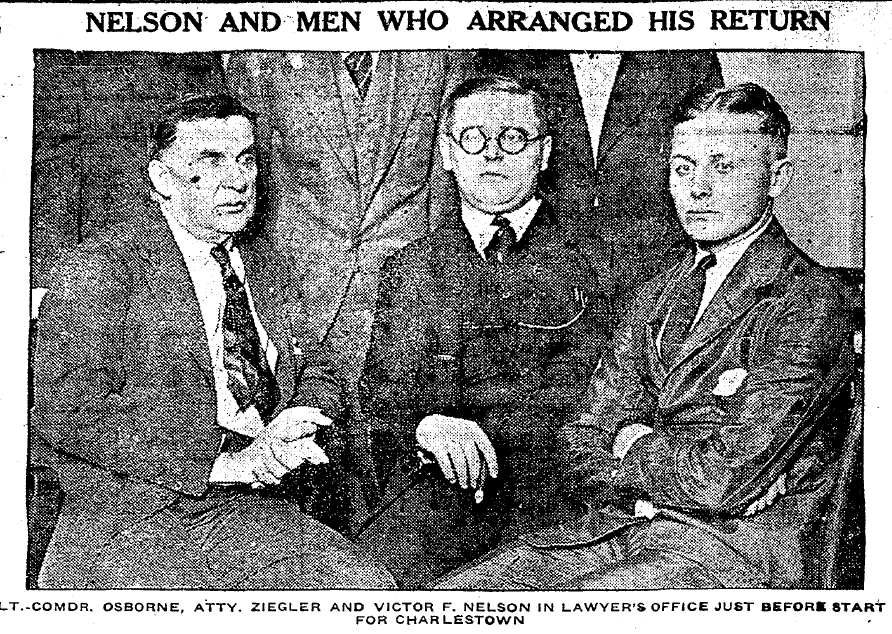
Thomas Mott Osborne, l'avocat Edward J. Ziegler et Victor Folke Nelson en 1921

À 18 ans, il est relaxé par un "grand jury" de New York après une accusation de larcin. Il a été incarcéré deux fois dans la prison navale de Portsmouth — punition pour absence sans autorisation — où il a rencontré Thomas Mott Osborne, le commandant de la prison de l'époque et pour qui il a travaillé comme commis de bureau,. Nelson fut renvoyé pour manque à l'honneur de la Réserve navale américaine en 1920. Il est incarcéré 12 ans et demi entre 1920 et 1932 dans diverses prisons de New York et du Massachusetts principalement pour vols et larcins. En mai 1921, à l'âge de 22 ans, Nelson fit une évasion sensationnelle et très médiatisée de la prison d'État de Charlestown, dans le Massachusetts. Il a passé quelques jours à planifier son évasion, modifiant même une paire de chaussures fournies par la prison, remplaçant les lourdes semelles par des semelles en feutre faites maison pour permettre une course rapide et silencieuse. Il est sorti d'un rang 13 prisonniers après avoir suivi les cours du soir dans la chapelle de la prison,. Malgré une tentative de tacle de la part d'un prisonnier de confiance et les tirs d'un garde, Nelson a couru sur une certaine distance, a bondi, a attrapé l'extrémité inférieure des barreaux de la fenêtre et a escaladé le mur de 40 pieds (12 mètres) de haut de la section Cherry Hill de la prison,. Au sommet du mur, il a exécuté « ce qui a toujours été considéré comme une cascade impossible : jeter son corps à travers un espace de 10 pieds (4 mètres) jusqu'au mur », où il a réussi à s'accrocher à la fausse margelle d'un petit bâtiment dans le coin où l'aile sud rejoignait le mur principal. Le haut de la fausse margelle était trop large pour qu'il puisse le saisir avec ses doigts, mais il réussit à l'attraper avec le creux de ses bras, à retrouver son équilibre, puis à basculer par-dessus le mur extérieur pour tomber de 30 pieds (8 mètres) sur les rails de la Boston and Maine Railroad, où deux garde-freins qui l'ont vu n'ont fait aucun effort pour l'arrêter,.
Les amis de Nelson lui donnèrent de l'argent pour acheter des vêtements et le jour de son évasion, Nelson participa à une partie de "scrub" baseball à Boston Common pendant que les autorités le recherchaient. Il resta dix jours à Boston, puis traversa le Massachusetts, la Virginie occidentale, New York et la Pennsylvanie avant de se rendre dans l'Ohio,. En Pennsylvanie, il accepta un emploi dans la vente de photographies agrandies - travail qu'il a pu continuer à faire pour son employeur en tant que vendeur ambulant lorsque les craintes d'être retrouvé par les forces de l'ordre l'ont poussé à quitter Pittsburgh - et il est resté brièvement à East Liverpool en raison de son intérêt pour une fille des environs qu'il avait rencontrée dans le train. Après peu de temps à East Liverpool, Nelson failli être appréhendé par une équipe de détectives de Pennsylvanie et de l'Ohio, mais réussi à s'échapper en entrant en Virginie occidentale, où aucun des détectives n'avait le droit de procéder à des arrestations,.
En août 1921, Nelson apprit que Thomas Mott Osborne faisait une tournée promotionnelle dans la région pour un film qu'il avait sponsorisé, The Right Way, et qu'il prononcerait un discours dans une salle de cinéma de Cincinnati,. Au cours de sa conférence, Osborne expliqua comment le nouveau secrétaire de la Marine nommé par le président Warren G. Harding avait mis fin au programme pour les prisonniers de la Mutual Welfare League, lancé par Osborne à la prison navale de Portsmouth. Ce programme avait profondément impressionné Nelson,. Osborne a également déploré les prisonniers qui avaient donné une mauvaise réputation aux programmes innovants de réforme pénitentiaire en ne réussisant pas leur réinsertion après leur sortie de prison. Nelson approcha Osborne après la conférence, lui disant qu'il regrettait d'avoir été ce genre de prisonnier. Nelson accepta de quitter Cincinnati et de retourner au domicile d'Osborne à Auburn dans l'état de New York,. Nelson resta au domicile d'Osborne pendant une semaine, puis accompagné par Osborne, décida de se rendre et fut arrêté par le directeur de la prison de Charleston, Elmer E. Shattuck. Lors du procès de sanction pour son évasion, Osborne témoigna en son nom et aida à persuader le juge de ne pas ajouter trop de temps à la peine de Nelson, malgré les protestations de Shattuck et du procureur.
Pendant une mise en liberté provisoire en 1931, Nelson vivait avec des amis à New York, qui s'attendaient à ce que Nelson travaille comme écrivain. Nelson fit plutôt des petits boulots dans le quartier, mais « n'a pas réussi à faire un travail satisfaisant ». Ses amis lui ont ensuite payé le voyage vers la Suède dans l'espoir de le faire sortir du quartier, mais Nelson a été renvoyé aux États-Unis par des membres de sa famille après un mois et a rapidement récidivé. Tout au long de ses années d'incarcération et de libération conditionnelle, Nelson a parfois lutté contre une addiction à la morphine et une consommation excessive d'alcool, et il a ensuite publié des écrits donnant un aperçu personnel des schémas de consommation de drogue et de récidive dont de nombreux prisonniers sont la proie. La dernière peine de prison de Nelson fut de 1930 à 1932, après quoi il fut libéré sur parole sous la supervision d' Abraham Myerson,, bien qu'il ait d'autres démêlés avec la justice au cours de ses dernières années troublées,,,,.

## Carrière d'écrivain et mariage

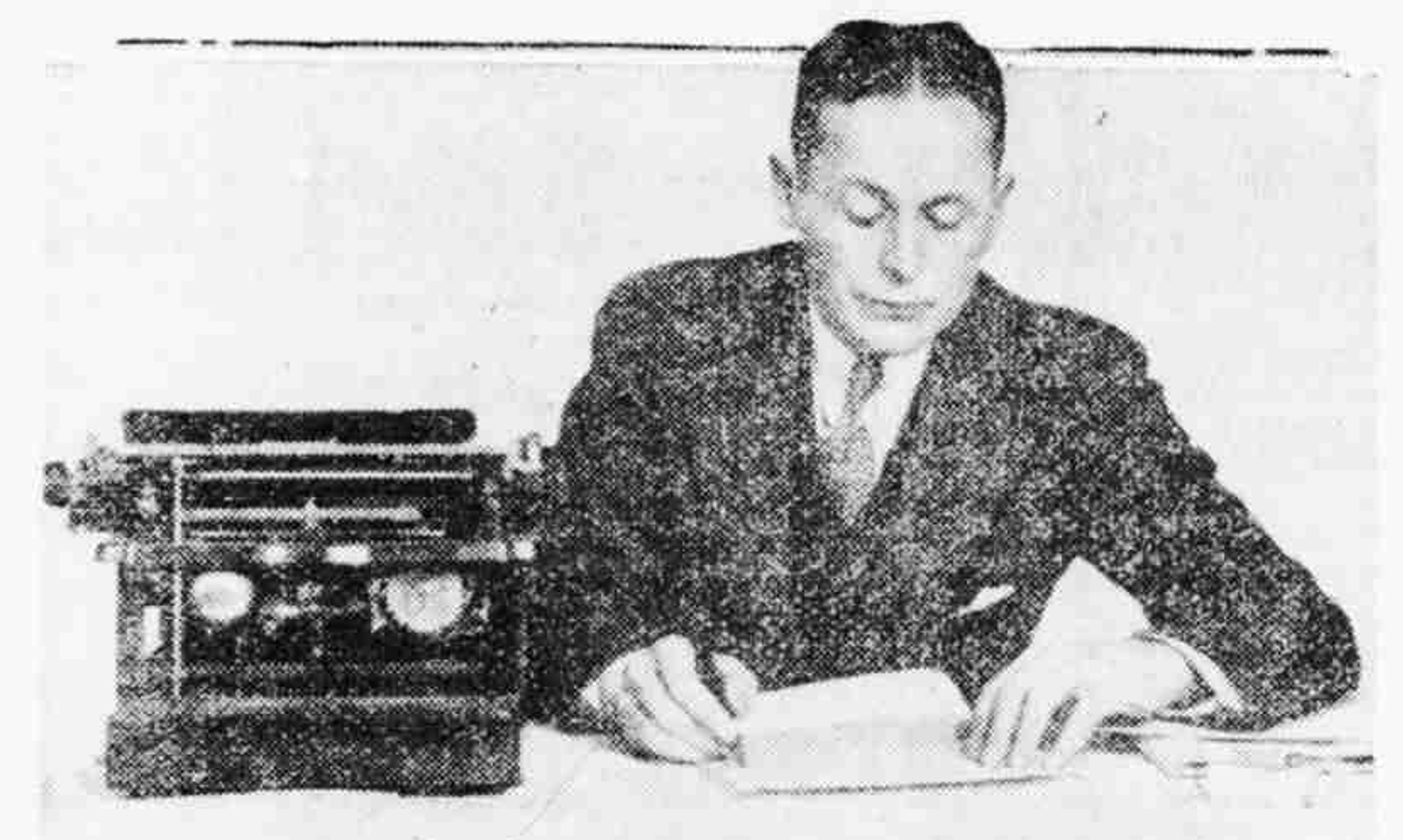
Victor Folke Nelson et sa machine à écrire

Le responsable progressiste de la prison Thomas Mott Osborne et le neurologue Abraham Myerson ont tous deux reconnu le potentiel de Victor Nelson en tant qu'écrivain,,. Avant d'être réincarcéré en 1924, Nelson avait travaillé pour Osborne comme bibliothécaire et assistant littéraire pendant sa libération conditionnelle. Dans une série d'articles intitulée « In a Prison Cell I Sat », que Nelson a écrit pour le Boston Record de décembre 1932 à janvier 1933, Nelson a crédité Osborne pour l'avoir inspiré à cultiver ses activités intellectuelles, déclarant « ... plus je lis et étudie, plus mon désir pour les choses intellectuelles de la vie devenait fort,. Osborne a servi de conseiller académique informel à Nelson, lui envoyant fréquemment des livres et des suggestions sur les programmes d'études. Nelson a trouvé son chemin vers des livres supplémentaires grâce aux citations répertoriées dans les livres qu'Osborne lui a envoyés. Nelson s'est également intéressé au renforcement de ses compétences dans la forme écrite de la langue suédoise de son enfance. Il a donc acquis les ouvrages de référence nécessaires et s'est entraîné à traduire des histoires scandinaves en anglais. Il a envoyé certaines de ces traductions à un ami à New York, qui les a ensuite transmises à un magazine, ce qui a abouti à la publication de certaines des traductions. Nelson publiera plus tard un article dans The Boston Record dans lequel il déclarera : « J'ai toujours nourri un fort désir d'écrire, et la traduction s'est avérée être le moyen accidentel de faire de moi un écrivain. » Nelson apprenait facilement les langues étrangères, et le journaliste de Boston, Charles P. Haven, a écrit un jour que Nelson pouvait « traduire des livres étrangers en une prose anglaise étincelante ».
Pendant son incarcération à la prison d'État d'Auburn à New York, Nelson a suivi des cours d'écriture à l'Université de Columbia et a commencé à publier des articles sur la pénologie,,. En 1930, il remporta un prix du Writers' Club de l'Université de Columbia pour son essai "Is Honesty abnormal?" ("L'honnêteté est-elle anormale ?"). En 1929, il publie une critique sur l'édition Mårbacka des œuvres de Selma Lagerlöf dans The Saturday Review of Literature. Nelson a également développé ses compétences artistiques et illustra régulièrement des articles de criminologie pour les journaux locaux, y compris ses propres articles dans The Boston Record,. Il avait également un talent musical et a travaillé comme pianiste pour l'orchestre de la prison d'État de Charlestown pendant son séjour. Au cours des dernières années de son incarcération, Nelson enseigna pendant les cours du soir.
En 1932, alors que Nelson était incarcéré à Dedham, dans le Massachusetts, Abraham Myerson lui a demandé d'écrire quelque chose qui aiderait les psychiatres à comprendre comment les prisonniers perçoivent les professionnels de la psychiatrie. Cet écrit deviendra plus tard un chapitre de son livre exhaustif sur les expériences psychologiques des prisonniers et la réforme des prisons aux États-Unis, dont la première édition fut publiée par Little, Brown, and Company en 1933 sous le titre Prison Days and Nights ("Jours et Nuits en prison"). Le livre fut commenté dans les journaux de plusieurs États,,,. En plus de commenter la culture et la langue des prisonniers, le livre identifie, du point de vue de celui qui a vécu dans les prisons américaines, les causes des taux de récidive continuellement élevés dans un chapitre intitulé "Reforming the Criminal" (« Réformer le criminel ») :
Now in all the years I have spent in various prisons, I have never seen a deputy warden or principal keeper who was not a promoted guard. ... I only know one who was even remotely capable of perceiving and attempting to perform this duty. ... Even when an occasional warden of a better type, spurred on, it may be, by an able, sincere prison commissioner, becomes a convert to the new faith and desires to lend a hand, he is rarely able to accomplish very much. Political interference, the opposition of ignorant but well-organized guards, the burdens of administrative detail work, the hostility of prisoners, personal inefficiency through lack of training; all these things render the warden more or less incapable of doing his higher duty toward society and toward the criminal. In the end, up against these and other difficulties beyond his powers of control, the average warden takes the easiest way out of his dilemma and lapses into a deliberate policy of laissez-faire. ... His chief concern is to produce good prisoners (men who cheerfully obey, or at any rate do not get caught breaking, prison regulations). Whether or not this is likely to make them good citizens when they are released does not greatly concern him. ... It thus comes about that wardens, as a group, due allowance being made for the rare exceptions, are incapable of anything beyond the mere literal execution of the court’s sentence. ... If, therefore, society is satisfied merely to punish the criminal, her wardens are eminently capable of performing the task. But if the declared purpose of imprisonment is actually the real purpose—if, that is, society’s real object is the reformation of the criminal—precious little progress will be made through the efforts of the present crop of wardens. (« Pendant toutes les années que j’ai passé dans diverses prisons, je n’ai jamais vu un sous-directeur ou gardien principal qui n’était pas un ancien garde promu. […] Je n’en connais qu’un qui était à peine capable de percevoir et d’essayer d’occuper cette fonction. […] Même lorsqu’un gardien occasionnel de noble ature, aiguillé, peut-être, par un commissaire de prison compétent et sincère, devient un converti à la foi nouvelle et désire prêter main-forte, il est rarement capable d’accomplir quelque chose. Les interférences politiques, l’opposition des gardes ignorants mais bien organisés, les fardeaux du travail de détail administratif, l’hostilité des prisonniers, l’inefficacité du personnel à cause du manque d’entraînement ; toutes ces choses rendent le gardien plus ou moins incapable de faire son devoir pour la société et pour le criminel. A la fin, face à toutes ces difficultés et d’autres hors de son pouvoir de contrôle, le gardien ordinaire fait le choix le plus simple face à son dilemme et tombe dans une politique délibérée de laissez-faire. […] Sa préoccupation principale est de produire de bons prisonniers (des hommes qui obéissent joyeusement, ou ne se font pas attraper en train de violer la réglementation de la prison). Si oui ou non ceci les fera probablement devenir de bons citoyens lorsqu’ils seront relâchés n’est pas une grande préoccupation pour lui. […] Il s’agit donc que les gardes, en tant que groupe, en tenant compte des rares exceptions, sont incapables de rien au-delà de la simple exécution littérale de la sentence du tribunal. […] Si, dans ce cas, la société se contente de punir le criminel, ses gardiens sont éminemment qualifiés pour réaliser la tâche. En revanche si l’objet déclaré de l’incarcération est en effet l’objet réel - si, c’est-à-dire, l’objectif réel de la société est la réforme de la criminalité - un faible progrès précieux sera fait à travers les efforts de l’actuel génération de gardes. »)

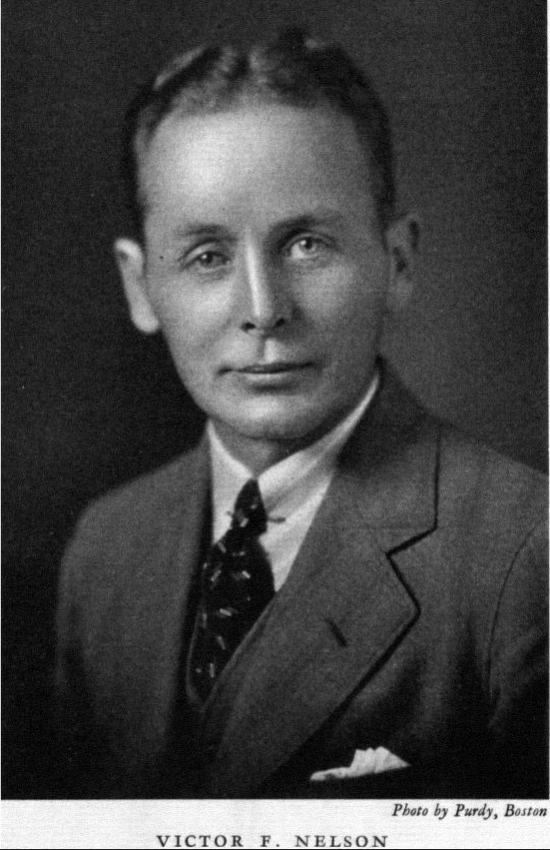
Victor Folke Nelson

Nelson obtint une libération conditionnelle en août 1932, en pleine Grande Dépression. Il épousa une infirmière le 27 février 1934 à Exeter dans le New Hampshire, Pearl Geneva Osborne, fille d'Adeline York et de William A. Osborne, inscrivant sa profession d'« écrivain » sur leurs actes de mariage. Dans les années qui ont suivi sa sortie de prison, Nelson a parfois écrit et publié des lettres aux rédacteurs en chef de divers journaux du Massachusetts sur les thèmes de la politique pénitentiaire et des questions politiques plus larges de l'époque de la Grande Dépression,. Les publications de Nelson continueront à être citées dans les écrits et recherches sur la justice pénale et la socioculturelle des 20e et 21e siècles,,,, bien qu'il n'achèvera jamais le deuxième livre qu'il avait commencé à écrire, qui portait sur le sujet de l'alcoolisme et devait s'appeler Mornings After (les Matins Suivants).

## Fin de vie et Mort
En 1936, Nelson eut le cou cassé dans un accident de voiture. Après cette blessure, il lutta contre la dépression et commença à boire. Son épouse, Pearl, lui est restée un soutien constant, malgré ses difficultés croissantes. Cependant, en août 1936, il fut emprisonné pendant 30 jours pour ivresse après que Pearl ait déposé une plainte pour violence domestique,. En mars 1937, après avoir agressé un voisin âgé en état d'ébriété, il fut condamné par le juge Elmer Briggs du tribunal du district de Boston Plymouth à travailler pour la ferme d'État de Bridgewater (où les alcooliques chroniques étaient souvent envoyés à l'époque, et qui devint plus tard l' hôpital d'État de Bridgewater ). En août 1938, il comparut devant le tribunal municipal de Boston et plaida non coupable d'une accusation d'escroquerie envers un hôtelier, et en novembre 1938, il fut arrêté après avoir eu un accident d'automobile sur Park Drive et condamné à une amende de 50 $ par le tribunal de Roxbury pour «conduite d'un véhicule sous influence».
Le 8 décembre 1939, à l'âge de 41 ans, Nelson téléphona à sa femme après avoir quitté la maison, lui disant qu'il avait l'intention de quitter l'État et qu'il envisageait de se suicider,. Nelson a été retrouvé mort le 9 décembre 1939 dans une chambre de la pension du 66 Bowdoin Street à West End, Boston. La police avait reçu un appel d'une femme anonyme qui l'informait qu'ils « trouveraient un homme malade dans la pièce ». La police a appris que Nelson avait loué une chambre à la pension et que peu de temps après, deux femmes lui avaient rendu visite. La police a trouvé des mégots de cigarettes couverts de rouge à lèvres dans la pièce, ainsi qu'une bouteille d'alcool presque pleine et des verres à alcool,, et ont recherché les deux femmes non identifiées pour les interroger. Une analyse chimique des liquides contenus dans la bouteille d'alcool et les verres a été ordonnée. La cause de la mort retenue sera « empoisonnement aux barbituriques, de manière inconnue ».
Le médecin légiste William J. Brickley a rapporté que Nelson avait dit à trois personnes différentes à plusieurs reprises qu'il avait l'intention de se suicider en consommant de la drogue. Brickley a estimé que la cause de la mort de Nelson était « l'auto-ingestion de poison »,. Une enquête plus approfondie menée par le capitaine William D. Donovan et le sergent Joseph Maraghy de la police de Boston a révélé qu'avant sa mort, Nelson avait enregistré et laissé deux valises remplies d'écrits, de papiers personnels et de vêtements dans une maison de Derne Street dans le quartier West End de Boston.

## Travaux écrits et traductions
(août 2023).
- "Is Honesty Abnormal?" ("L'honnêteté est-elle anormale ?") (article non fictionnel dans le Welfare Magazine,Vol. 18 1927)
- "The New Penology" ("La nouvelle pénologie") (article non fictionnel dans le Welfare Magazine, Vol 19, 1928)
- "Code of the Crook" ("Code de l'escroc") (article non fictionnel dans Welfare Magazine, Vol. 19, Numéro 3, 1928)
- "Anne and the Cow" ("Anne et la vache") (traduction anglaise de "Ane og Koen" de Johannes V. Jensen, 1928)[42]
- "The Mårbacka Edition" (revue de l'édition Mårbacka des œuvres de Selma Lagerlöf dans The Saturday Review of Literature, numéro du 19 janvier 1929)
- "In a Prison Cell I Sat" ("Dans un cellule de prison, j'étais assis") (série pour The Boston Record qui s'est déroulée en 24 tranches de décembre 1932 à janvier 1933)
- "Ethics and Etiquette in Prison" ("Éthique et Etiquette en Prison") (article non fictionnel dans The American Mercury, décembre 1932, p. 455-462)
- Prison Days and Nights (livre non fictionnel, 1933)
- "Prison Stupor" ("Stupeur incarcérale") (article non fictionnel dans The American Mercury, mars 1933, p. 339-344)
- "Addenda to 'Junker Lingo'" (article non fictionnel dans American Speech )[43]